# Урбано острво топлоте
Урбано острво топлоте, као феномен више температуре ваздуха у градовима у односу на околину, представља најважнију последицу утицаја урбанизације на топоклиму.
Још од времена Луја Хоуарда се сматра да се климатски утицај урбанизације најјасније испољава на температури ваздуха. Али, у вези са тим је и највећи нерешени проблем , како раздвојити све урбане утицаје на климу, а посебно како одвојити утицај антропогене од Сунчеве топлоте.
Имајући у виду свеукупност урбаних утицаја на атмосферу, данас је сасвим јасно да и мањи, исто као и велики градови, имају вишу температуру ваздуха од своје непосредне околине. На тај начин, сви градови образују структуру названу у климатологији урбано острво топлоте, по аналогији на стварна острва, чији је изглед на картама изохипси сличан облику изотерми на температурним картама.
Термин је у литературу увео Гордон Менли 1958. године, иоако је можда он и раније употребљиван. 
Наравно, поменута структура представља поље више температуре ваздуха у хладнијој околини, опет аналогно стварним острвима, која се при сунчаном времену загреју више него околно море. 
Интензитет и размере тог феномена се мењају у времену и простору под утицајем фона метеоролошких услова, месних особености и карактеристика града. 
Разлика између урбанизоване територије и сеоске средине у окружењу зависи од синоптичких услова, и у том смислу велики допринос имају фактори образовања топоклимата. Градска клима је најизраженија у антициклоналним ситуцајима, када је време мирно и ведро. Разлике се смањују у условима облачности и појачаног ветра. Изучавање острва топлоте може бити спроведено посматрањем температура у одређеним тренуцима (одређеним синоптичким ситуацијама) или у дужим временским интервалима (у једној или током више година).

## Узроци пораста температуре у градовима
У том смислу се острво топлоте појављује и као синоптичка и статистичка творевина.
Пошто су узроци измене климе у градовима (као комплексног феомена) различити, то се појављују различита схватања и о доминатним узроцима постанка урбаних острва топлоте. Углавном се као најважнији узроци пораста температуре у градовима помињу:
1. Велико загревање Земљине површине Сунчевим зрацима (острво топлоте је израженије лети и у вечерњим сатима)
2. Емисија гасова стаклене баште (острво топлоте доста уједначеног интензитета)
3. Антропогена емисија топлоте (острво топлоте израженије зими и касно ноћу)

Вероватно је да у малим градовима доминира први а у великим и индустријски развијеним градовима други и трећи фактор. Сигурно је да су сви утицаји на климу у урбаним просторима непосредно или посредно (преко других климатских елемената) и генеративни фактори острва топлоте.